# Lasiomma
Lasiomma är ett släkte av tvåvingar. Lasiomma ingår i familjen blomsterflugor.

## Bildgalleri

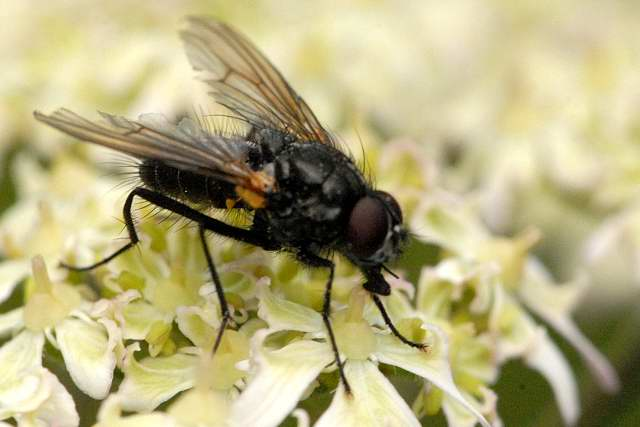
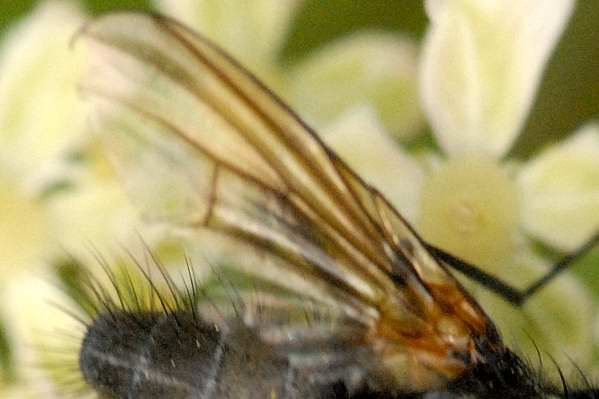

## Dottertaxa tillLasiomma, i alfabetisk ordning[1][2]
- Lasiomma africana
- Lasiomma anthomyinum
- Lasiomma anthomyioides
- Lasiomma atlanticum
- Lasiomma atricaudum
- Lasiomma brevirostre
- Lasiomma collini
- Lasiomma craspedodontum
- Lasiomma cuneicorne
- Lasiomma curtigena
- Lasiomma densisetibasis
- Lasiomma divergens
- Lasiomma flavipenne
- Lasiomma graciliapicum
- Lasiomma griseopunctata
- Lasiomma guttata
- Lasiomma houghi
- Lasiomma iwasai
- Lasiomma japonicum
- Lasiomma latipenne
- Lasiomma longirostre
- Lasiomma luteoforceps
- Lasiomma monticola
- Lasiomma morionellum
- Lasiomma multisetosa
- Lasiomma multisetosum
- Lasiomma nidicolum
- Lasiomma octoguttatum
- Lasiomma octomaculatum
- Lasiomma pallidum
- Lasiomma picipes
- Lasiomma propleurale
- Lasiomma pseudostylatum
- Lasiomma quinquelineatum
- Lasiomma replicatum
- Lasiomma restoratum
- Lasiomma sedulum
- Lasiomma seminitidum
- Lasiomma strigilatum
- Lasiomma tenuriostre
- Lasiomma zorrense